# Ryjice
Ryjice är en ort i Tjeckien.   Den ligger i regionen Ústí nad Labem, i den nordvästra delen av landet, 70 km norr om huvudstaden Prag. Ryjice ligger 262 meter över havet och antalet invånare är 187.
Terrängen runt Ryjice är lite kuperad. Runt Ryjice är det ganska tätbefolkat, med 116 invånare per kvadratkilometer. Närmaste större samhälle är Ústí nad Labem, 4,9 km sydväst om Ryjice. I omgivningarna runt Ryjice växer i huvudsak blandskog.